# Soner Aydoğdu
Soner Aydoğdu (sinh ngày 5 tháng 1 năm 1991) là một cầu thủ bóng đá Thổ Nhĩ Kỳ thi đấu cho Akhisar Belediyespor ở Süper Lig.

## Sự nghiệp câu lạc bộ
Aydoğdu sinh ra ở Mamak, và ra mắt chuyên nghiệp năm 2007 là một phần của đội hình Gençlerbirliği. Ngày 19 tháng 6 năm 2012, Aydoğdu ký kết với Trabzonspor một bản hợp đồng 5 năm. Anh ra mắt khi đá với Karabükspor ngày 18 tháng 8 và lập một kiến tạo. Ngày 28 tháng 11 năm 2013, Aydoğdu ghi bàn thắng đầu tiên cho câu lạc bộ ở trận đấu UEFA Europa League với Apollon Limassol, giúp đội bóng giành chiến thắng 4-2.

## Sự nghiệp quốc tế
Anh ra mắt Đội tuyển bóng đá quốc gia Thổ Nhĩ Kỳ năm 2012.